# Маклауд (Північна Дакота)
Маклауд (англ. McLeod) — переписна місцевість (CDP) в США, в окрузі Ренсом штату Північна Дакота. Населення — 22 особи (2020).

## Географія
Маклауд розташований за координатами 46°23′19″ пн. ш. 97°17′55″ зх. д. / 46.38861° пн. ш. 97.29861° зх. д. (46.388675, -97.298694).  За даними Бюро перепису населення США в 2010 році переписна місцевість мала площу 2,00 км², уся площа — суходіл.

## Демографія
Згідно з переписом 2010 року, у переписній місцевості мешкало 27 осіб у 14 домогосподарствах у складі 11 родини. Густота населення становила 13 осіб/км².  Було 20 помешкань (10/км²).
Расовий склад населення:
| - 100,0 % — білих |

До двох чи більше рас належало 0,0 %. Частка іспаномовних становила 0,0 % від усіх жителів.
За віковим діапазоном населення розподілялося таким чином: 7,4 % — особи молодші 18 років, 59,3 % — особи у віці 18—64 років, 33,3 % — особи у віці 65 років та старші. Медіана віку мешканця становила 58,5 року. На 100 осіб жіночої статі у переписній місцевості припадало 107,7 чоловіків;  на 100 жінок у віці від 18 років та старших — 127,3 чоловіків також старших 18 років.
Цивільне працевлаштоване населення становило 6 осіб. Основні галузі зайнятості: освіта, охорона здоров'я та соціальна допомога — 100,0 %.